# Administration territoriale de l'Allemagne

L'organisation territoriale de l'Allemagne

L’administration territoriale de l'Allemagne se caractérise par l'existence de plusieurs échelons locaux, dont certains n'existent pas sur tout le territoire national ou sont propres à certaines zones.

## Länder (États fédérés)
Les seize Länder, ou lands, sont souvent nommés Bundesländer. L'appellation signifie littéralement « pays » ou « pays fédéré ». Ils correspondent au premier niveau de nomenclature d'unités territoriales statistiques de l'Allemagne.
Chaque Land a sa propre constitution (Verfassung). Il est aussi doté d'un parlement (Landtag) et d’un gouvernement (Landesregierung) issu de la majorité du Landtag. Il est souverain en matière de culture (enseignement, théâtre, musique, etc.), d'organisation des services de police, de droit communal. La fédération peut élargir les compétences des Länder par des prescriptions-cadres : l'enseignement supérieur, l'aménagement du territoire, la protection de la nature et la conservation des sites naturels sont passés de la compétence de la fédération à celle des Länder. Enfin, les Länder ont la responsabilité de faire respecter les décisions fédérales sur leur territoire. Chacun des Länder peut également lever des impôts. De ce fait, 36 % des impôts directs collectés reviennent aux Länder, l'État fédéral en recevant près de 50 % et les communes se partageant le reste[réf. nécessaire].
La Loi fondamentale n'a pas délimité strictement certains domaines législatifs : pour le droit civil, le droit pénal, le droit économique, le droit du travail, la politique du logement, la politique énergétique, la circulation routière ou encore la gestion des déchets, les Länder peuvent légiférer à condition que l'État fédéral l'autorise ; celui-ci ne peut intervenir pour légiférer que pour un besoin uniforme à l'échelle nationale.

### Landschaftsverbände
Le Landschaftsverband (« union territoriale ») est une division administrative qui existe actuellement uniquement dans le land de Rhénanie-du-Nord-Westphalie. Ce particularisme est dû au fait que lors de la constitution du Land après la Seconde Guerre mondiale, on a voulu atténuer les tensions entre les deux parties de la nouvelle entité, dont les traditions culturelles sont sensiblement différentes[réf. nécessaire]. Le Land de Rhénanie-du-Nord-Westphalie comporte deux Landschaftsverbände : Rhénanie et Westphalie-Lippe. Les Landschaftsverbände disposent, à l'heure actuelle, de très peu de pouvoirs.
La constitution du Land de Mecklembourg-Poméranie-Occidentale dispose, au § 75, que le Mecklembourg et la Poméranie occidentale peuvent former chacun un Landschaftsverband. Toutefois, ces deux entités n'ont pas été constituées. Il était prévu de supprimer les Landschaftsverbände en 2012.

## Regierungsbezirke
Les Regierungsbezirke (districts gouvernementaux) existent dans certains Länder. Ils couvrent la totalité du territoire du Land concerné et portent en général le nom de leur chef-lieu respectif.
- Bavière : Haute-Bavière, Basse-Bavière, Haut-Palatinat, Haute-Franconie, Basse-Franconie, Moyenne-Franconie ;
- Rhénanie-du-Nord-Westphalie : Düsseldorf, Cologne, Munster, Detmold, Arnsberg ;
- Bade-Wurtemberg : Stuttgart, Tübingen, Freiburg, Karlsruhe ;
- Hesse (Land) : Darmstadt, Giessen, Kassel ;
- Saxe (Land) : Dresden, Chemnitz, Leipzig.

Les Regierungsbezirke ont été supprimés dans les Länder de Rhénanie-Palatinat (à compter de 2000), Saxe-Anhalt (à compter de 2004) et Basse-Saxe (à compter de 2005).
Les districts ne possèdent pas le statut de personne morale de droit public (Gebietskörperschaft) et sont gérés par des personnes désignées par le gouvernement du Land.

## Kreise
Tous les Länder sont divisés en Landkreise (arrondissement ruraux) et en Kreisfreie Städte (villes arrondissement-libres) (aussi appelés Stadtkreise - arrondissements urbains) dans certains Länder (Bade-Wurttemberg, Brême, Berlin et Hambourg). Les villes-États de Berlin, Hambourg et Brême ne comptent aucun Landkreis. Le Land de Brême comprend deux Stadtkreise (Brême et Bremerhaven) alors que Berlin et Hambourg constituent à la fois un Land, un Stadtkreis et une Gemeinde.
Il y a 313 Landkreise et 116 Kreisfreie Städte, soit 429 Kreise (arrondissements) au total. Leur nombre résulte, pour l'essentiel, de la réforme des territoires municipaux menée de 1967 à 1974.
Chaque Kreis comprend un conseil élu et exécutif. Ce dernier est élu, suivant les Länder, soit par le conseil, soit directement par les électeurs du Kreis. L'exécutif du Kreis dirige l'administration de celui-ci et met en œuvre les politiques publiques qui relèvent de sa compétence (autoroutes, hôpitaux…).

## Ämter
L’Amt (bureau) est une unité administrative qui existe dans certains Länder et qui se situe entre les districts et les communes.
Suivant le cas, ces unités s'appellent Ämter, Amtsgemeinden, Landgemeinden, Verbandsgemeinden, Verwaltungsgemeinschaften ou Kirchspiellandgemeinden.

## Gemeinden
Les 12 226 Gemeinden (communes) constituent l'unité administrative de base. Les Landkreise (arrondissement ruraux) sont composés de plusieurs communes tandis que chaque Kreisfreie Stadt (ville district-libre) et chaque Stadtkreis (district urbain) est, à la fois, un Kreis et une Gemeinde.
Il existe, au 30 septembre 2006, 12 291 communes. 246 zones, situées dans cinq Länder (essentiellement en Bavière) et formant 4 167,66 km2 (1,2 % du territoire national), ne font partie d'aucune commune ; il s'agit essentiellement de zones forestières ou montagneux inhabités et de quatre lacs en Bavière. Le nombre actuel de communes résulte de la réforme (fusions) des territoires municipaux menée de 1967 à 1974 dans la partie ouest de l'Allemagne et des fusions de communes (-38 %) qui ont été effectuées dans les nouveaux Länder entre 1995 et 2005.
Les Gemeinden sont dirigés par des conseils élus et un exécutif – le bourgmestre – qui, suivant les Länder, est élu par le conseil municipal ou directement par les électeurs de la commune. Les règles relatives à l'organisation et au fonctionnement des communes sont fixées par chaque Land, sauf la commune de Bremerhaven qui a été habilitée, par le Land de Brême, à fixer elle-même sa « constitution ».
Alors que les communes avaient jadis des pouvoirs et privilèges importants, elles ont, de nos jours, peu de pouvoirs. Les communes ont deux attributions majeures :
- l'article 28 (2.) de la Loi fondamentale garantit aux communes le droit de gérer, sous leur propre responsabilité et dans les limites fixées par la loi, les affaires de la communauté locale (ce qui leur permet d'intervenir dans de nombreux domaines) ; à ce titre, elles interviennent souvent pour créer des infrastructures facilitant l'implantation d'entreprises, elles aident les artistes locaux, construisent des centres de la culture et organisent des foires ;
- elles gèrent les politiques publiques que le gouvernement fédéral ou celui du Land peuvent décider de leur confier, c'est-à-dire souvent les actions en faveur de la jeunesse, les écoles, la santé publique, l'action sociale, et notamment[1] l'office de la jeunesse ou Jugendamt (services sociaux).

L'essentiel des ressources financières des communes ne provient pas des impôts qu'elles prélèvent mais des transferts décidés par les niveaux d'administrations supérieurs. De ce fait, la capacité d'initiative des communes se trouve limitée de fait, malgré les nombreuses possibilités d'action théoriquement permises par la clause de compétence générale résultant de l'article 12 de la loi fondamentale.

## Stadtbezirk
Les arrondissements municipaux (Stadtbezirk) sont une subdivision d'une grande ville.
Ils ont une importance institutionnelle, statistique et parfois politique : certains sont dotés d'un maire d'arrondissement qui siège dans une mairie d'arrondissement.

## Stadtteil
Les quartiers (Stadtteil ou Stadtviertel) sont avec les localités (Ortsteil ou Ortschaft) les plus petites subdivisions d'une ville.
Dans le cas d'une grande ville, ils sont des subdivisions d'arrondissement municipaux (Stadtbezirk) et ont une importance surtout historique. Il représente souvent les anciennes communes intégrées à la ville au cours de l'histoire.